# Marcel Gustav Baumann-Bodenheim
Marcel Gustav Baumann-Bodenheim (1920-1996) fue un botánico, taxónomo, y explorador suizo. Fue partícipe de la "Misión Franco-Suiza de Expedición botánica a Nueva Caledonia, entre 1950 a 1952. Sus expecímenes recolectados se conservan en la Universidad de Zúrich

## Algunas publicaciones
- 1954. Analyse phylogenetischer Entwicklungsvorgänge bei Angiospermen. Volumen 1 de Beiträge zum Angiospermensystem. Ed. Büchler. 8 pp.

### Libros
- 1992. Systematik der flora von Neu-Caledonien. Volumen 3. Ed. A. L. Baumann. 159 pp.

- 1992. Pflanzenreich. Volumen 7 de Systematik der Flora von Neu-Caledonien. Ed. A. L. Schenk-Baumann. 97 pp.

- 1990. Systematik der Flora von Neu-Caledonien: Stelosporophyta. Volumen 7. Ed. A.L. Schenk-Baumann

- 1989. Systematik der Flora von Neu-Caledonien (Melanesien-Südpazifik). Volumen 5. Ed. A. L. Schenk-Baumann. 100 pp.

- 1989. Stelosporophyta. Volumen 7 de Systematik der Flora von Neu-Caledonien. Ed. A. L. Schenk-Baumann. 70 pp.

- 1954. Blütenwunder aus Neu-Kaledonien: Marvels of the New Caledonian flowers. Merveilles des fleurs Neo-Caledoniennes. Seize photographies en couleur (Maravillas de las Flores de Nueva Caledonia. Dieciséis fotografías en color). 50 pp.

- La abreviatura «Baum.-Bod.» se emplea para indicar a Marcel Gustav Baumann-Bodenheim como autoridad en la descripción y clasificación científica de los vegetales.[3]